# PLOS ONE
PLOS ONE (inicialmente PLoS ONE, PLOS ONE a partir del 2012) es una revista científica publicada por Public Library of Science (PLOS). Se trata de una publicación de acceso abierto (lo único que requiere el lector para leer un artículo es una conexión a Internet); la licencia correspondiente es Creative Commons Attribution 4.0 International (CC BY 4.0). Cubre principalmente la investigación básica en cualquier materia relacionada con la ciencia y la medicina. Todos los artículos pasan por un proceso de revisión por pares, tanto internos como externos, y los artículos no son valorados en función de su presunta importancia sino de su calidad técnica. La plataforma en línea de PLOS ONE incluye foros de discusión sobre los artículos y herramientas para ponerles nota. PLOS ONE es, por volumen, la revista científica más grande del mundo. PLOS ONE, desde finales del 2006 a los comienzos del 2010, ha publicado 8945 artículos. 

En 2013 PLOS ONE publicó 31.500 artículos, cerca de 8000 más que en 2012.
En 2014 PLOS ONE publicó el artículo número 100.000. Según los Journal Citation Reports, la revista tiene un factor de impacto de 3,234.  En 2015/2016 la revista tuvo un factor de impacto de 4,411.

## Métricas de revista
2024
- Web of Science Group : 3.24
- Índice h de Google Scholar: 367
- Scopus: 3.582

La revista ocupa el puesto 7º en el apartado de Ciencias Médicas y de la Salud en Google Scholar